# Le bianche scogliere di Rügen
Le bianche scogliere di Rügen (Kreidefelsen auf Rügen) è un dipinto a olio su tela del pittore romantico tedesco Caspar David Friedrich, realizzato nel 1818 e conservato presso la Collezione Oskar Reinhart Am Römerholz, a Winterthur.

## Descrizione
Il dipinto raffigura le scogliere di gesso dello Stubbenkammer, la principale caratteristica morfologica dell'isoletta baltica di Rügen, in Germania, dove Caspar David Friedrich si recò nel 1818 (data di esecuzione della tela) per festeggiare le nozze con Caroline Bommer, celebrate in quell'anno. Nella tela gli affioramenti rocciosi, di grande impatto emotivo e altamente suggestivi, sono incorniciati dai due alberi frondosi in primo piano, flessi sino a descrivere una circonferenza immaginaria lungo la quale sono disposti i tre personaggi.
Sul lembo di terra tappezzato d'erba in primo piano, infatti, troviamo tre persone mentre scrutano il mare profilarsi oltre le falesie di gesso. A destra vi è un uomo (il pittore stesso) che, con le gambe leggermente divaricate e le braccia conserte, si appoggia al tronco di un albero e guarda la spazialità del mare con fare assorto ma distaccato, forse seguendo il tragitto delle due piccole barche a vela di fronte a lui. A sinistra troviamo invece una giovane donna vestita con un elegante abito rosso (si tratta probabilmente di Caroline, la moglie di Friedrich): con una mano si sta reggendo a un arbusto quasi secco, mentre con l'altra sta indicando qualcosa di indefinito che sembrerebbe essere ai piedi del bianco precipizio. Al centro della scena, invece, è ritratto il fratello che, dopo aver posato il bastone e la tuba sul terreno, si avvicina carponi all'orlo della voragine, così da poter osservare il punto indicato dalla moglie.
I tre personaggi restano comunque marginali rispetto allo spettacolo naturale che gli si apre davanti, vero e proprio protagonista del dipinto. Davanti a loro, infatti, svettano maestose le candide falesie di gesso che, affilate come lame, si stagliano ferendo la placida distesa d'acqua sottostante. Quest'ultima è dipinta con colori che vanno dalle tonalità verde-blu del mare sotto costa al rosa dell'orizzonte, dove i flutti si mescolano con il cielo pallido diventando indistinguibili da esso: è in questo modo che Friedrich intende veicolare il senso dell'infinito, in pieno accordo con la sensibilità romantica.

## Analisi
Ciascuno degli elementi visivi del dipinto allude a un preciso messaggio allegorico di matrice cristiana, secondo una mappa esegetica che - seppur rielaborata in modo originale - è già presente in altre opere friedricchiane. Il fratello di Friedrich che avanza carponi, per esempio, intende essere un riferimento all'obbedienza e all'umiltà, così come l'uomo a destra perso davanti alla contemplazione della distesa marina allude alla speranza. Per il medesimo motivo le due imbarcazioni che veleggiano sullo specchio d'acqua sono simboli dell'anima che si apre alla vita eterna, mentre la tuba poggiata sull'erba è un'immagine metaforica della caducità della vita. Altrettanto allusivi sono i suggerimenti cromatici delle vesti dei tre personaggi: l'abito rosso squillante di Caroline simboleggia la carità e l'amore, la figura al centro è vestita di blu, colore della fede, mentre l'uomo sulla destra ha indumenti verdi, in riferimento alla speranza.